# Кожух охлаждения

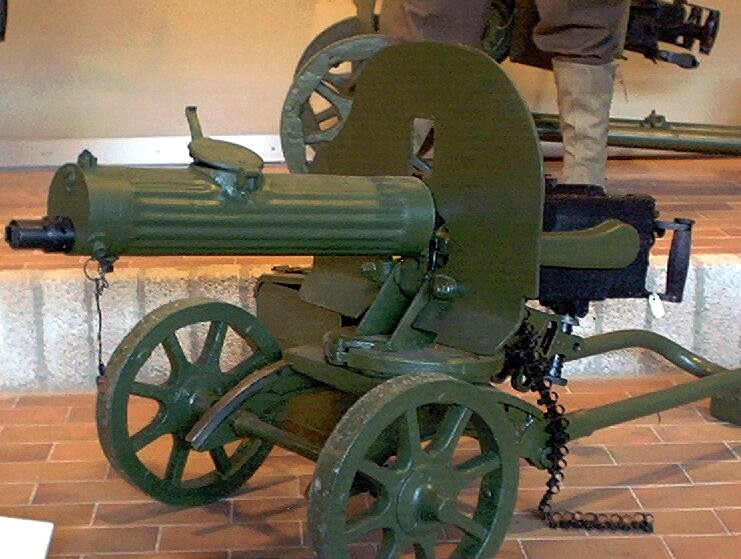
Пулемёт Максима, виден ребристый кожух с водой на стволе

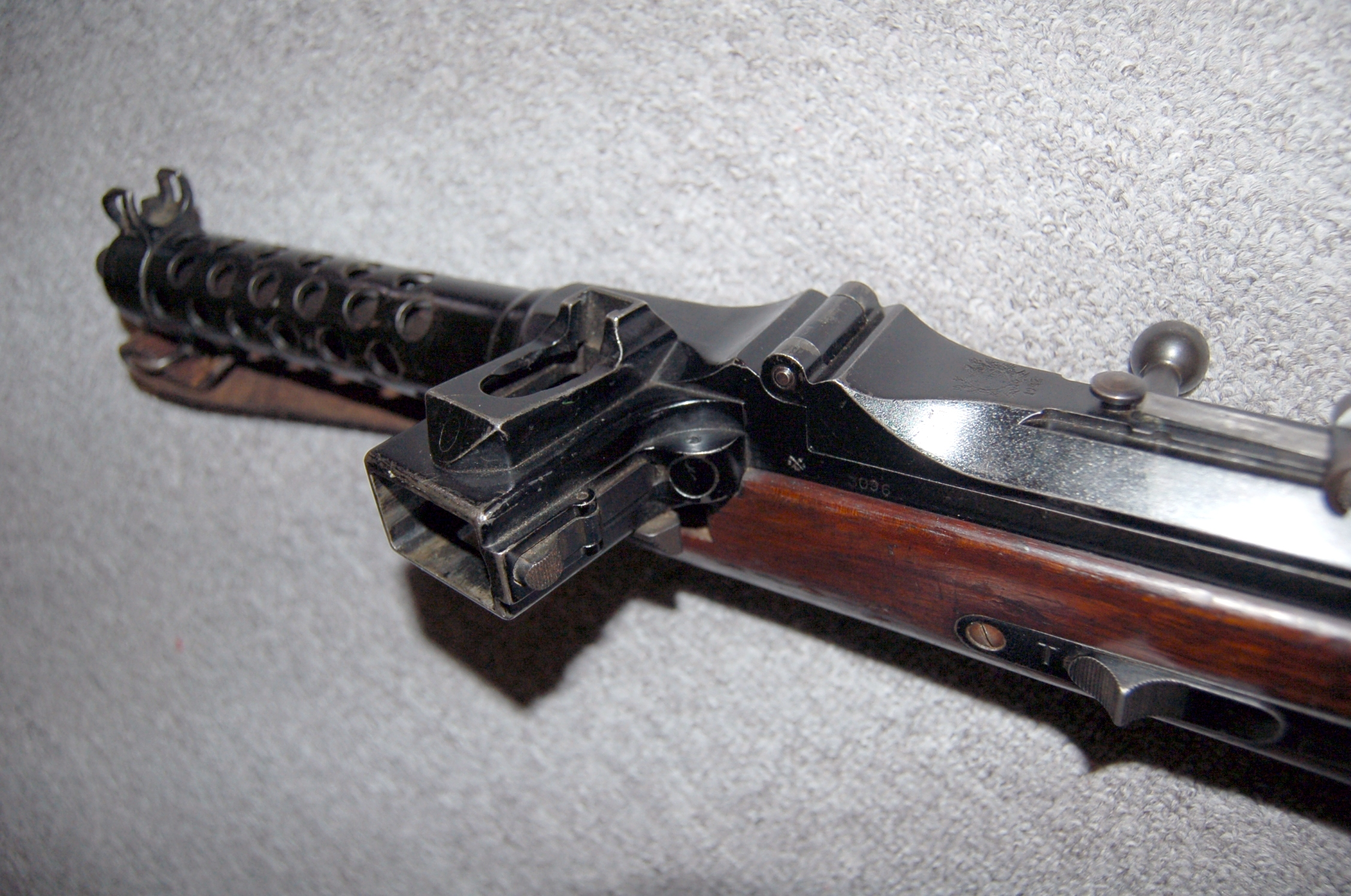
MP34, на стволе перед приёмником магазина виден дырчатый кожух

Кожух охлаждения — деталь огнестрельного оружия, служащая для охлаждения ствола. Различают два вида кожуха охлаждения: водяной, устанавливаемый на оружии с водяным охлаждением (Например,Пулемёт Максима) и воздушный, дырчатый, защищающий руки стрелка от ожогов, но затрудняющим приток холодного воздуха (ППШ, ППД и пр.). В эпоху появления автоматического оружия был популярен среди пулемётов и пистолетов-пулемётов, сейчас же он, как правило, не употребляется из-за большого веса и затруднительной чистки оружия.